# Balkun
Koordinati:   43°23′43″N, 16°11′43″E
Balkun je majhen nenaseljen otoček v Jadranskem morju. Pripada Hrvaški.
Balkun leži zahodno od naselja Maslinica na otoku Šolta, od katerega je oddaljena okoli 3 km. Površina otočka meri 0,234 km². Dolžina obalnega pasu je 1,74 km. Najvišji vrh je visok 53 mnm.